# Janusz Wojnarowicz
Janusz Wojnarowicz (Tychy, 14 de abril de 1980) es un deportista polaco que compitió en judo. Ganó seis medallas en el Campeonato Europeo de Judo entre los años 2002 y 2012.

## Palmarés internacional
| Campeonato Europeo | Campeonato Europeo      | Campeonato Europeo | Campeonato Europeo |
| Año                | Lugar                   | Medalla            | Categoría          |
| ------------------ | ----------------------- | ------------------ | ------------------ |
| 2002               | Maribor (Eslovenia)     | Medalla de bronce  | +100 kg            |
| 2005               | Róterdam (Países Bajos) | Medalla de plata   | +100 kg            |
| 2006               | Tampere (Finlandia)     | Medalla de plata   | +100 kg            |
| 2010               | Viena (Austria)         | Medalla de bronce  | +100 kg            |
| 2011               | Estambul (Turquía)      | Medalla de bronce  | +100 kg            |
| 2012               | Cheliábinsk (Rusia)     | Medalla de bronce  | +100 kg            |